# Снятинська ратуша
Сня́тинська ра́туша — пам'ятка архітектури, ансамбль ратуші колишнього магістрату міста Снятина, що в Івано-Франківській області.

Архітектор — Йосиф Шрейбер із Чернівців, будовою керував міський будівничий Антон Берка.

## Унікальність архітектурної споруди
Збудована у стилі раннього історизму та суміші елементів неокласицизму, неоренесансу, англійської неоготики і необароко. Вважається однією з найгарніших, а також найвищих в Україні — її висота 50 м, і поступається лише Львівській ратуші. Вежу ратуші видно за декілька кілометрів, ще на під'їзді до міста.
Розташована на центральному майдані міста за адресою: вул. Шевченка, 70.
З нагоди відзначення 100-річчя закінчення будівництва ратуші Управління містобудування та архітектури Івано-Франківської облдержадміністрації виготовило пам'ятко-охоронну облікову документацію на пам'ятку архітектури місцевого значення — Снятинську ратушу, а сесія Снятинської міської ради 27.11.2008 ухвалила рішення № 580, щоб звернутись до Державної служби з питань національної культурної спадщини про внесення до Державного реєстру нерухомих пам'яток України Снятинської ратуші як пам'ятки містобудування та архітектури національного значення.

## Історія будівництва
Перше магістратське приміщення в місті згадується ще в 1790 року.

У 1861 році було споруджено міську ратушу, яка складалась з частини нині існуючої (південно-східний блок зі сторони міста) разом з першою сходовою кліткою. Наступний етап, який здійснювався шляхом розширення будівлі, датується 1868 роком. Тоді й було зведено стіни ратушевої вежі «до марцелати». Очевидно тоді вже був побудований і весь будинок. Головним призначенням приміщення магістрату було проведення засідань ради громади.
Першим обраним бургомістром Снятина був Марцелі Нємчевський. Він і заклав фундамент під ратушу. Фундаменти закладені з каменю на так званих «подушках», щоб вберегти від коливань, адже до цього вже пережили землетруси у травні 1822 року, в листопаді 1829 року.
Один із його наступників Титус Нємчевський будував ратушеву вежу, адже за законами того часу над магістратом, мала височіти вежа, де майорів прапор держави і знамено міської влади. Йосиф Шрейбер — архітектор із Чернівців зробив проект високої споруди, врахувавши сейсмічність зони розташування і властивість ґрунтів скелястого пагорба, і керував цією будовою за допомогою міського будівничого Антона Берки. Роботи мулярські і теслярські виконав майстер Станіслав Олександрович, дах вкрив міддю місцевий майстер Юрій Кеслер.
Старожили розповідали, що бетон під ратушею для міцності замішували на яйцях. Інженери стверджували, що завдяки цьому ратуша з вежею простоїть не менше триста років. Внизу (на ІІ поверсі) стіни вежі мають товщину 1,70 м, яка поступово до верху зменшується.

Будівництво вежі було завершено і 27 серпня 1909 року відбулося свято відкриття величної споруди. При будові ніхто з робітників не був ушкоджений.

## Архітектура

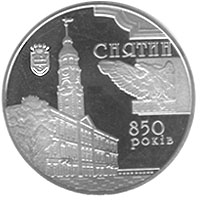
Ювілейна монета НБУ
«850 років м. Снятин»

Снятинська ратуша є домінантою в ландшафтному силуеті міста. Цей аргумент незаперечний, адже ратуша розташована на скелястому горбі на відмітці 270 м над рівнем моря.
В плані квадратна вежа складається із трьох частин, що динамічно звужуються вгору. Кути ратуші декоровані рустами, фіксуючи її в просторі. На осі розташовані вікна для освітлення сходової клітки. Верхнє, що має трапецевидне завершення, декороване замковим каменем і геометричним обрамленням. Завершує перший рівень декоративний пластичний карниз, в площині якого виконана скульптурна композиція (орли з могутніми крилами, які охороняють герб прикордонного містечка, увінчані каскадними гірляндами).
Оздоблення фасадів мішане, перший поверх вирішений під цоколь з лінійним рустом, вікна другого поверху прикрашені сандриками у стилі англійської неоготики, а вікна третього поверху мають прямі сандрики, як у класицизмі. По центру фасаду влаштований ризаліт з арковими вікнами. Необарокове оздоблення вежі пізніше (на флюгері у шпилі розташована дата — 1909) і має рясніший вигляд, завдяки чому контрастує з будівлею.
Купол вежі виконаний із металевих листів у вигляді луски. Вище світлового ліхтаря розташований шпиль із флюгером, під яким є яблучко (бронзова куля), де зберігаються документи історії, вкладені туди 1958 року під час святкування 800-річчя Снятина.

## Значення та використання споруди
Магістратське приміщення, що складалося з трьох поверхів, налічувало сорок чотири кімнати. Насамперед тут були кімнати, які займали представники міської влади. Це був зал засідань, де засідали не тільки представники міської, але й повітової влади. Адже відомо, що будинок повітової ради був збудований лише 1900 року. Декілька кімнат магістрату займала школа. В будівлі від самого початку постійно перебувала пожежна сторожа. У підвалах була тюрма.
У ратуші (магістраті) урядували бургомістри, магістратський суд, лавники-радці, яких обирали міщани.
У 20-30-х рр. ХХ ст. у приміщенні магістрату розміщалася польська бурса. Про це засвідчує мармурова дошка, що була встановлена на фасаді будинку. У період Другої світової війни, за свідченнями Г. Гуленчин, у магістратських приміщеннях знову була школа. Після закінчення війни до 1954 року тут розташовувалось одне з формувань військової частини.
З 1954 року в колишньому будинку магістрату розмістилося Снятинське культосвітнє училище. Тут готували спеціалістів хорового співу, музикантів, бібліотекарів, а згодом і хореографів. Серед випускників були талановиті співаки й музиканти. Це заслужені й народні артисти України Володимир Голуб, Петро Колесник, Роман Лапко, Ярослав Бабій, Іван Курилюк, Марія Стеф'юк; відомі в Україні й за кордоном Василь Пасенюк, Василь Ватаманюк й інші. Із приємністю згадують студентські роки заслужені працівники культури Михайло Паньків, Василь Олексюк, а також колишні викладачі училища Сергій Слободянюк, Григорій Кисіль, Анатолій Лисенко, Мирослав Атаманюк, Ольга Балагурак і ще десятки педагогів.
З 1978 року впродовж шести років тут частково розміщались виробничі, допоміжні й конторські приміщення Снятинського УВП Чернівецького об'єднання УТОС, яке частково понищило ці прекрасні приміщення.
Нині в магістратському будинку знову розмістилась Снятинська міська рада, яку очолює міський голова Анатолій Шумко, заступники — Віктор Кушик та Мирослав Тимофійчук, секретар ради Марія Орищук. У склад виконавчого комітету входять одинадцять осіб. Депутатський корпус складають тридцять шість депутатів.
У приміщенні ратуші функціонує три музеї:
- Музей визвольних змагань імені Василя Андрусяка,
- Музей-бібліотека Михайла Бажанського,
- Музей культури і книги Покуття.

На ІІІ поверсі працює телекомпанія «Снятин», яка охоплює ефіром, крім Снятинського, ще й частину Городенківського, Коломийського, Косівського та окремих районів Буковини.

## Символіка міста
Після першого переділу Польщі (1772) австрійською владою «було надано герби найвизначнішим містам Галичини і Буковини… переважно з використанням їхньої давнішньої символіки». Так, 5 листопада 1790 року було узаконено герб Снятина. Його влада використовувала протягом кінця XVIII — початку ХХ ст. без змін.
Після отримання привілею на Магдебурзьке право, на наданому місту гербі дипломом австрійського цісаря Леопольда ІІ зображена срібна міська стіна з трьома вежами. Щодо геральдичних кольорів, то в снятинському гербі їх два — синій і срібний (синій є символом вірності, чесності й бездоганності).
Герб міста знайшов своє стилізоване відтворення на міській ратуші. Він відноситься до іспанського типу, що нагадує форму щита. У верхній частині має форму прямокутника із заокругленням внизу. На щиті зображено замок із трьома вежами, внизу латинську літеру «S», а над щитом корону. Кожен із цих знаків має свою символіку: корона означає, що місто королівське; вежі — символи непорушності, розбудови і процвітання; S — початкова літера назви міста.

Довкола герба на вежі вилиті архітектурні прикраси з цементу, які виготовив різьбяр Оскар Черний із Чернівців, очевидно за проектом архітектора Йосифа Шрейбера. З чотирьох сторін вежу прикрашають двоголові орли, що символізують австрійську імперію. Внизу герба — дубові та лаврові гілки. Лаврові галузки є символом історичної слави Снятина, а дубові символізують силу й нескореність міста-фортеці в епоху середньовіччя. Місто мало і свій прапор. Вони слугували до 1918 року.
В умовах українського державотворення п'ята сесія Снятинської міської ради ІІІ демократичного скликання ухвалила рішення про зміст і опис символіки міста Снятина.
На гербі зображена у синьому полі срібна мурована стіна з чотирма зубцями бійниць і трьома срібними вежами, завершеними червоними дашками. Вежі з вікнами чорного кольору, верхня частина яких має три зубці, на середній вежі жовто-синьо-жовтий прапорець, на стіні червона літера «S». Герб подано на декоративному щиті, який внесено в звичайний щит із гострозавуженою нижньою частиною. Щит увінчано п'ятивідростковою короною світло-коричневого кольору.

Прапор — хоругва міста Снятина — це квадратне полотнище з трьох горизонтальних смуг: жовтої, синьої і жовтої у співвідношенні ширини 1:2:1, у крижі срібна мурована стіна з трьома вежами, завершеними червоними дашками, на середній вежі жовто-синьо-жовтий прапорець, на стіні червона літера «S». Основний зміст прапора — річка Прут у благодатних берегах сонячного неба та стиглої пшениці.

## Годинник-куранти

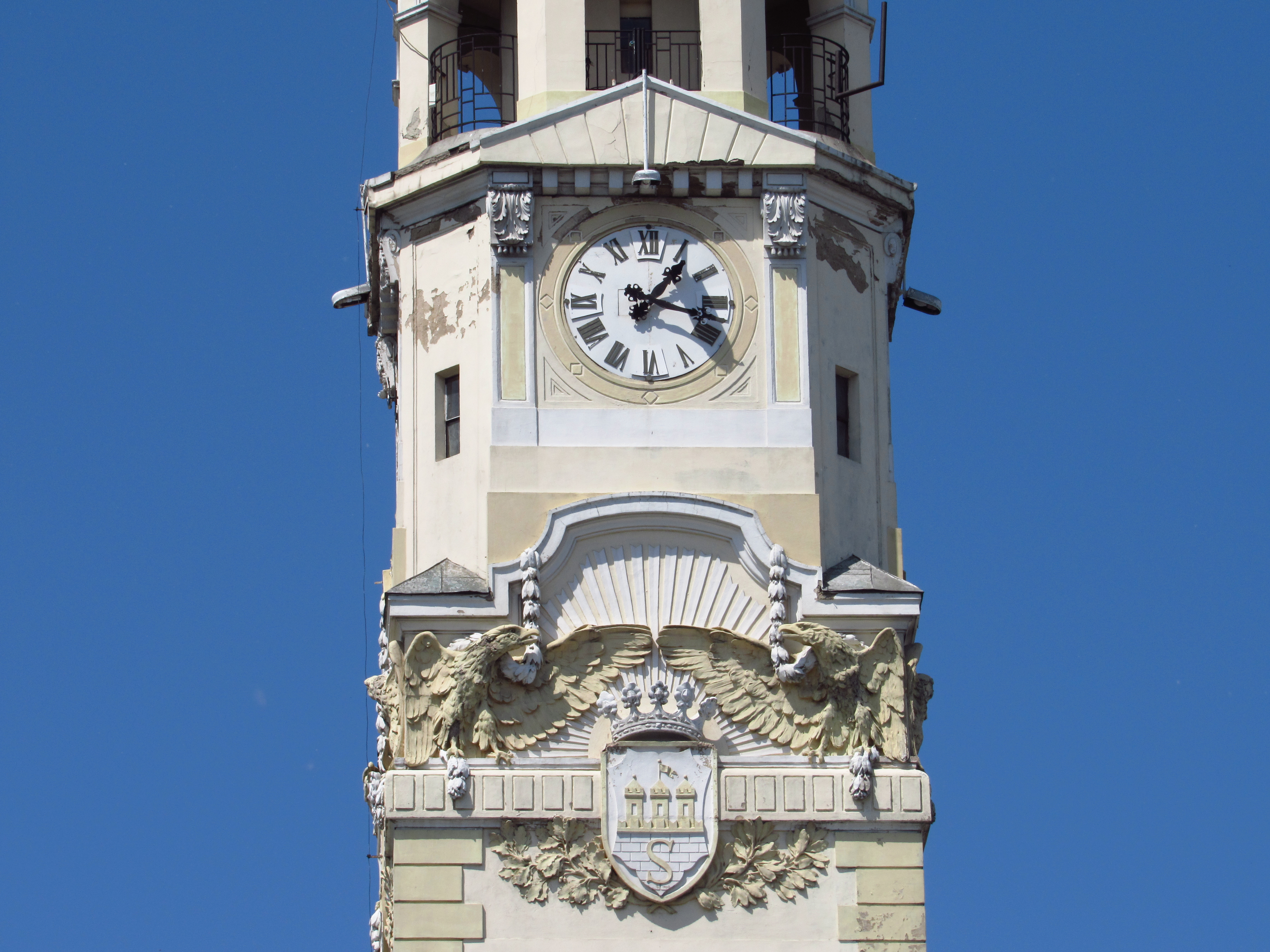
Годинник на снятинській ратуші і герб міста

Годинник, що його доставив інженер Міхель Менсович з Кросни (Польща) і встановив на ратушевій вежі, мав чорний циферблат із білими цифрами. Позолочені стрілки були розміром др. 80 см. Два дзвони, які виготовив відливник Карло Швабе з Б'ялої, в різних тональностях відлічували години цілодобово. Існує легенда, що по спіральних східцях вежі дзвони виніс на потрібну висоту житель міста з богатирським здоров'ям на прізвище Онищук.

З чотирьох сторін вежі встановлено циферблати, і вже понад сто років жителі міста чують мелодійний дзвін курантів годинника.

Механічний годинник потребував регулярного догляду. За магістратським будинком, ратушею і годинником у 20-30-х рр. був закріплений житель міста Холєвчук (за спогадами І. Славніцького). З 1939 року майстром ратушевого годинника був німець Франц Баумгартнер. У 70-ті рр. його замінив зять Казимир Вербіцький. З 1990 року майстром снятинських курантів став його брат Збігнєв, який привчав до обов'язків годинникового майстра свого зятя Василя Собчука, що офіційно став працювати тут з 1999 року.
Ратушеві куранти кожні 15 хвилин сповіщають мешканцям про час.